# Дискография Juice WRLD
Американский исполнитель Juice WRLD выпустил четыре студийных альбома, восемь мини-альбомов, два микстейпа, 30 синглов (в том числе четыре в качестве приглашённого исполнителя) и один промосингл, включая посмертные релизы. Он выпустил свой дебютный микстейп и мини-альбом под псевдонимом JuicetheKidd в начале 2015 и 2016 годов. В течение 2017 года он выпустил несколько независимых мини-альбомов.
После подписания контракта с Grade A, дочерней компанией Interscope, Juice WRLD выпустил свой дебютный альбом Goodbye & Good Riddance в мае 2018 года. Альбом дебютировал на 4 позиции в чарте Billboard 200 и был сертифицирован платиновым Американской ассоциацией звукозаписывающих компаний (RIAA). В поддержку альбома вышло пять синглов, в том числе его дебютный сингл «All Girls Are the Same», сертифицированный трижды платиновым и его прорывной хит «Lucid Dreams», который достиг позиции под номером 2 в чарте Billboard Hot 100 и был сертифицирован шестью платинами RIAA. В июне 2018 года Juice WRLD выпустил трибьют мини-альбом, Too Soon.., в честь рэперов Lil Peep и XXXTentacion. В поддержку мини-альбома были выпущены синглы «Rich and Blind» и «Legends», которые были сертифицированы RIAA золотом и платиной, соответственно. Juice WRLD выпустили совместный микстейп с Фьючером, под названием Wrld on Drugs в октябре 2018 года. Микстейп дебютировал под номером 2 в чарте Billboard 200, с продажами в 98.000 единиц эквивалента альбома, что включало 8.000 чистых продаж альбома. Кроме того, микстейп вошёл в топ-20 в Дании, Швеции, Нидерландах, Норвегии и достиг позиции под номером 5 в Канаде. В поддержку микстейпа был выпущен сингл «Fine China», который достиг позиции под номером 26 в чарте Billboard Hot 100 и был сертифицирован дважды платиновым RIAA.
Второй студийный альбом Death Race for Love вышел 8 марта 2019 года. Во главе с синглами «Robbery» и «Hear Me Calling», он дебютировал под номером один в чарте Billboard 200 с 165.000 проданных копий. «Bandit» совместно с YoungBoy Never Broke Again был последним релизом Juice WRLD перед его смертью.
23 апреля 2020 года менеджмент Хиггинса объявил в своём аккаунте в Instagram, что его первый посмертный сингл «Righteous» будет выпущен ночью. «Righteous» был выпущен в полночь 24 апреля 2020 года вместе с музыкальным видео с кадрами Хиггинса. Хиггинс записал песню в своей домашней студии в Лос-Анджелесе. 29 мая песня «Tell Me U Luv Me» при участии Trippie Redd была выпущена одновременно с музыкальным клипом режиссёра Коула Беннетта. Эти песни вошли в его первый посмертный альбом под названием Legends Never Die.
6 июля менеджмент Хиггинса публично объявил о первом посмертном альбоме покойного рэпера Legends Never Die. В тот же день менеджмент Хиггинса также выпустил «Life’s a Mess» при участии Холзи и «Come & Go» несколькими днями позже, 9 июля, при участии Marshmello. Альбом был выпущен 10 июля 2020 года с 21 песней и 5 синглами, которые, по утверждению менеджмента Хиггинса, «лучше всего представляют музыку, которую Juice создавал». Альбом дебютировал на первом месте в Billboard 200 с 497 000 единиц, эквивалентных альбому. Пять песен вошли в топ-10 Billboard Hot 100 за неделю, закончившуюся 25 июля 2020 года: «Come & Go», «Wishing Well», «Conversations», «Life’s a Mess» и «Hate The Other Side», которые заняли второе, пятое, седьмое, девятое и десятое места соответственно. Хиггинс – третий артист, когда-либо добившейся такого успеха, а двое других – The Beatles и Дрейк. «Life’s a Mess» совершил большой скачок с 74-й позиции чарта на девятое.

## Альбомы

### Студийные альбомы
| Название                                                                                 | Детали                                                                                      | Высшая позиция в чартах | Высшая позиция в чартах | Высшая позиция в чартах | Высшая позиция в чартах | Высшая позиция в чартах | Высшая позиция в чартах | Высшая позиция в чартах | Высшая позиция в чартах | Высшая позиция в чартах | Высшая позиция в чартах | Сертификации                                                                                             |
| Название                                                                                 | Детали                                                                                      | US                      | AUS                     | CAN                     | DEN                     | GER                     | IRE                     | NOR                     | NZ                      | SWE                     | UK                      | Сертификации                                                                                             |
| ---------------------------------------------------------------------------------------- | ------------------------------------------------------------------------------------------- | ----------------------- | ----------------------- | ----------------------- | ----------------------- | ----------------------- | ----------------------- | ----------------------- | ----------------------- | ----------------------- | ----------------------- | --- |
| Goodbye & Good Riddance                                                                  | - Релиз: 23 мая 2018 - Лейбл: Grade A, Interscope - Формат: LP, DL, стриминг                | 4                       | 39                      | 5                       | 5                       | —                       | 16                      | 5                       | 15                      | 7                       | 25                      | - RIAA: платиновый - ARIA золотой - BPI: золотой - IFPI DEN: золотой - MC: платиновый - RMNZ: платиновый |
| Death Race for Love                                                                      | - Релиз: 8 марта 2019 - Лейбл: Grade A, Interscope - Формат: CD, LP, DL, стриминг           | 1                       | 8                       | 1                       | 4                       | 32                      | 9                       | 6                       | 4                       | 4                       | 12                      | - RIAA: золотой - BPI: золотой - IFPI DEN: золотой - RMNZ: золотой                                       |
| Legends Never Die                                                                        | - Релиз: 10 июля 2020 - Лейбл: Grade A, Interscope - Формат: Цифровая загрузка, стриминг    | 1                       | 1                       | 1                       | 1                       | 4                       | 1                       | 1                       | 1                       | 3                       | 1                       | - BPI: серебряный - RMNZ: золотой                                                                        |
| Fighting Demons                                                                          | - Релиз: 10 декабря 2021 - Лейбл: Grade A, Interscope - Формат: Цифровая загрузка, стриминг | 2                       | 3                       | 2                       | —                       | —                       | 6                       | 7                       | 3                       | —                       | 4                       | - RIAA: золотой - BPI: серебряный - RMNZ: золотой                                                        |
| The Party Never Ends                                                                     | - Релиз: 29 ноября 2024 - Лейбл: Grade A, Interscope - Формат: Цифровая загрузка, стриминг  |                         |                         |                         |                         |                         |                         |                         |                         |                         |                         | - RIAA: Список сертификатов продаж музыкальных записей                                                   |
| «—» обозначает запись, которая не попала в чарт или не была выпущена на этой территории. |                                                                                             |                         |                         |                         |                         |                         |                         |                         |                         |                         |                         | |

### Микстейпы
| Название                                                                                 | Детали | Высшая позиция в чартах | Высшая позиция в чартах | Высшая позиция в чартах | Высшая позиция в чартах | Высшая позиция в чартах | Высшая позиция в чартах | Высшая позиция в чартах | Высшая позиция в чартах | Высшая позиция в чартах | Высшая позиция в чартах | Сертификации  |
| Название                                                                                 | Детали | US                      | AUS                     | AUT                     | CAN                     | DEN                     | GER                     | NOR                     | NZ                      | SWE                     | UK                      | Сертификации  |
| ---------------------------------------------------------------------------------------- | --- | ----------------------- | ----------------------- | ----------------------- | ----------------------- | ----------------------- | ----------------------- | ----------------------- | ----------------------- | ----------------------- | ----------------------- | ------------- |
| What Is Love? (как JuicetheKidd)                                                         | - Релиз: 9 февраля 2015 - Лейбл: Вне лейбла - Формат: Стриминг                                                   | —                       | —                       | —                       | —                       | —                       | —                       | —                       | —                       | —                       | —                       |               |
| Wrld on Drugs (совместно с Фьючером)                                                     | - Релиз: 19 октября 2018 - Лейбл: Interscope, Epic, Freebandz - Формат: LP, кассета, цифровая загрузка, стриминг | 2                       | 28                      | 44                      | 5                       | 18                      | 87                      | 11                      | 28                      | 17                      | 23                      | - MC: золотой |
| «—» обозначает запись, которая не попала в чарт или не была выпущена на этой территории. | |                         |                         |                         |                         |                         |                         |                         |                         |                         |                         |               |

## Мини-альбомы
| Название                            | Детали                                                                                   |
| ----------------------------------- | ---------------------------------------------------------------------------------------- |
| Juiced Up The EP (как JuicetheKidd) | - Релиз: 31 января 2016 - Лейбл: Вне лейбла - Формат: Стриминг                           |
| Affliction                          | - Релиз: 17 февраля 2017 - Лейбл: Вне лейбла - Формат: Стриминг                          |
| Heartbroken in Hollywood 9 9 9      | - Релиз: 12 апреля 2017 - Лейбл: Вне лейбла - Формат: Стриминг                           |
| 9 9 9                               | - Релиз: 15 июня 2017 - Лейбл: Вне лейбла - Формат: Стриминг                             |
| BingeDrinkingMusic                  | - Релиз: 29 октября 2017 - Лейбл: Вне лейбла - Формат: Стриминг                          |
| Nothings Different                  | - Релиз: 22 декабря 2017 - Лейбл: Вне лейбла - Формат: Стриминг                          |
| Too Soon..                          | - Релиз: 22 июня 2018 - Лейбл: Grade A, Interscope - Формат: Стриминг, цифровая загрузка |
| Up Next Session: Juice Wrld         | - Релиз: 3 июля 2018 - Лейбл: Grade A, Interscope - Формат: Стриминг                     |

## Синглы

### В качестве ведущего исполнителя
| Название                                                                                 | Год  | Высшая позиция в чартах | Высшая позиция в чартах | Высшая позиция в чартах | Высшая позиция в чартах | Высшая позиция в чартах | Высшая позиция в чартах | Высшая позиция в чартах | Высшая позиция в чартах | Высшая позиция в чартах | Высшая позиция в чартах | Сертификации | Альбом                                       |
| Название                                                                                 | Год  | US                      | US R&B /HH              | AUS                     | AUT                     | CAN                     | DEN                     | GER                     | NZ                      | SWE                     | UK                      | Сертификации | Альбом                                       |
| ---------------------------------------------------------------------------------------- | ---- | ----------------------- | ----------------------- | ----------------------- | ----------------------- | ----------------------- | ----------------------- | ----------------------- | ----------------------- | ----------------------- | ----------------------- | --- | -------------------------------------------- |
| «All Girls Are the Same»                                                                 | 2018 | 41                      | 20                      | 98                      | —                       | 54                      | —                       | —                       | —                       | —                       | 79                      | - RIAA: 3 × платиновый - ARIA: платиновый - BPI: золотой - MC: 2 × платиновый                                                                            | Nothings Different и Goodbye & Good Riddance |
| «Lucid Dreams»                                                                           | 2018 | 2                       | 1                       | 8                       | 26                      | 4                       | 11                      | 36                      | 3                       | 5                       | 10                      | - RIAA: 6 × платиновый - ARIA: 4 × платиновый - BPI: 2 × платиновый - GLF: платиновый - IFPI DEN: платиновый - MC: 5 × платиновый - RMNZ: 2 × платиновый | 9 9 9 и Goodbye & Good Riddance              |
| «Lean wit Me»                                                                            | 2018 | 68                      | 26                      | —                       | —                       | 72                      | —                       | —                       | —                       | —                       | —                       | - RIAA: платиновый - BPI: серебряный - MC: платиновый | Goodbye & Good Riddance                      |
| «Rich and Blind»                                                                         | 2018 | —                       | —                       | —                       | —                       | —                       | —                       | —                       | —                       | —                       | —                       | - RIAA: золотой | Too Soon..                                   |
| «Legends»                                                                                | 2018 | 65                      | 13                      | 97                      | —                       | 26                      | —                       | —                       | —                       | —                       | —                       | - RIAA: платиновый - ARIA: золотой - BPI: серебряный - MC: золотой                                                                                       | Too Soon..                                   |
| «Wasted» (при участии Lil Uzi Vert)                                                      | 2018 | 67                      | 27                      | —                       | —                       | 69                      | —                       | —                       | —                       | —                       | —                       | - RIAA: платиновый - MC: платиновый | Goodbye & Good Riddance                      |
| «Fine China» (совместно с Фьючером)                                                      | 2018 | 26                      | 14                      | 85                      | 61                      | 24                      | —                       | —                       | —                       | 54                      | 55                      | - RIAA: 2 × платиновый - MC: 2 × платиновый | Wrld on Drugs                                |
| «Being in Love» (совместно с Ryster as Rysterwrld)                                       | 2018 | —                       | —                       | —                       | —                       | —                       | —                       | —                       | —                       | —                       | —                       | | Внеальбомный сингл                           |
| «Armed and Dangerous»                                                                    | 2018 | 44                      | 19                      | —                       | —                       | 42                      | —                       | —                       | —                       | 61                      | 80                      | - RIAA: платиновый - ARIA: золотой - BPI: серебряный - MC: платиновый                                                                                    | Goodbye & Good Riddance                      |
| «Roses» (совместно с Бенни Бланко при участии Брендона Ури)                              | 2018 | 85                      | —                       | —                       | —                       | 58                      | —                       | —                       | —                       | —                       | —                       | - RIAA: золотой - MC: платиновый | Friends Keep Secrets                         |
| «Robbery»                                                                                | 2019 | 27                      | 13                      | 41                      | 67                      | 22                      | 37                      | —                       | 33                      | 56                      | 39                      | - RIAA: 2 × платиновый - ARIA: платиновый - BPI: золотой - MC: золотой                                                                                   | Death Race for Love                          |
| «Hear Me Calling»                                                                        | 2019 | 38                      | 16                      | 54                      | —                       | 45                      | —                       | —                       | —                       | —                       | 58                      | - RIAA: золотой | Death Race for Love                          |
| «All Night» (совместно с BTS)                                                            | 2019 | —                       | —                       | —                       | —                       | —                       | —                       | —                       | —                       | —                       | —                       | | BTS World: Original Soundtrack               |
| «Hate Me» (совместно с Элли Голдинг)                                                     | 2019 | 56                      | —                       | 68                      | 51                      | 33                      | —                       | —                       | —                       | 76                      | 33                      | - RIAA: платиновый - MC: платиновый - BPI: серебряный | Brightest Blue                               |
| «Run»                                                                                    | 2019 | —                       | —                       | —                       | —                       | —                       | —                       | —                       | —                       | —                       | —                       | | Внеальбомный сингл                           |
| «Ransom (Remix)» (совместно с Lil Tecca)                                                 | 2019 | —                       | —                       | —                       | —                       | —                       | —                       | —                       | —                       | —                       | —                       | | We Love You Tecca                            |
| «Graduation» (совместно с Бенни Бланко)                                                  | 2019 | —                       | —                       | —                       | —                       | 90                      | —                       | —                       | —                       | —                       | 88                      | | Внеальбомные синглы                          |
| «Bandit» (совместно с YoungBoy Never Broke Again)                                        | 2019 | 10                      | 5                       | 45                      | 70                      | 11                      | —                       | —                       | 40                      | 57                      | 42                      | - RIAA: золотой - BPI: серебряный | Внеальбомные синглы                          |
| «Let Me Know (I Wonder Why Freestyle)»                                                   | 2019 | 78                      | 34                      | —                       | —                       | 73                      | —                       | —                       | —                       | —                       | —                       | | 9 9 9                                        |
| «No Me Ame» (совместно с Rvssian и Anuel AA)                                             | 2020 | —                       | —                       | —                       | —                       | —                       | —                       | —                       | —                       | —                       | —                       | | TBA                                          |
| «Righteous»                                                                              | 2020 | 11                      | 8                       | 15                      | 26                      | 9                       | 32                      | 48                      | 14                      | 31                      | 26                      | - MC: золотой | Legends Never Die                            |
| «Tell Me U Luv Me» (совместно с Trippie Redd)                                            | 2020 | 38                      | 15                      | 51                      | —                       | 40                      | —                       | —                       | —                       | —                       | 56                      | | Legends Never Die                            |
| «Go» (совместно с The Kid Laroi)                                                         | 2020 | 52                      | 22                      | 23                      | —                       | 40                      | —                       | —                       | 32                      | —                       | 43                      | - RIAA: золотой - ARIA: золотой | F*ck Love                                    |
| «Life’s a Mess» (при участии Холзи)                                                      | 2020 | 9                       | 7                       | 8                       | 32                      | 10                      | 33                      | 47                      | 14                      | 26                      | 11                      | | Legends Never Die и Collabs                  |
| «Come & Go» (совместно с Marshmello)                                                     | 2020 | 2                       | —                       | 4                       | 15                      | 4                       | 16                      | 38                      | 8                       | 7                       | 9                       | - MC: платиновый | Legends Never Die                            |
| «Wishing Well»                                                                           | 2020 | 5                       | 4                       | 14                      | 36                      | 8                       | 32                      | 88                      | 13                      | 27                      | 15                      | | Legends Never Die                            |
| «Smile» (совместно с The Weeknd)                                                         | 2020 | 8                       | 5                       | 8                       | 39                      | 7                       | 24                      | 57                      | 12                      | 17                      | 23                      | | Legends Never Die                            |
| «Real Shit» (совместно с Бенни Бланко)                                                   | 2020 | 72                      | 18                      | 52                      | —                       | 52                      | —                       | —                       | —                       | —                       | 75                      | | Friends Keep Secrets 2                       |
| «Reminds Me of You» (совместно с The Kid Laroi)                                          | 2020 | 89                      | 26                      | —                       | —                       | 56                      | —                       | —                       | —                       | —                       | 63                      | | Внеальбомные синглы                          |
| «Bad Boy» (совместно с Янг Тагом)                                                        | 2021 | 22                      | 9                       | 55                      | 73                      | 13                      | —                       | —                       | —                       | —                       | 31                      | - MC: Золотой | Внеальбомные синглы                          |
| «Life's a Mess II» (совместно с Clever и Post Malone)                                    | 2021 | 97                      | 41                      | —                       | —                       | 68                      | —                       | —                       | —                       | —                       | —                       | | Crazy                                        |
| «Already Dead»                                                                           | 2021 | 20                      | 6                       | 29                      | 24                      | 14                      | 37                      | 21                      | 30                      | 44                      | 25                      | | Fighting Demons                              |
| «Wandered to LA» (совместно с Джастином Бибером)                                         | 2021 | 49                      | 9                       | 44                      | —                       | 29                      | —                       | 89                      | —                       | —                       | 59                      | | Fighting Demons                              |
| «Cigarettes»                                                                             | 2022 | 43                      | 12                      | 79                      | 50                      | 24                      | —                       | 55                      | —                       | 87                      | 37                      | | Fighting Demons                              |
| «—» обозначает запись, которая не попала в чарт или не была выпущена на этой территории. |      |                         |                         |                         |                         |                         |                         |                         |                         |                         |                         | |                                              |

### В качестве приглашённого исполнителя
| Название                                                                                 | Год  | Высшая позиция в чартах | Высшая позиция в чартах | Высшая позиция в чартах | Высшая позиция в чартах | Высшая позиция в чартах | Высшая позиция в чартах | Высшая позиция в чартах | Высшая позиция в чартах | Высшая позиция в чартах | Высшая позиция в чартах | Сертификации                                                            | Альбом                  |
| Название                                                                                 | Год  | US                      | US R&B /HH              | AUS                     | AUT                     | CAN                     | DEN                     | GER                     | NZ                      | SWE                     | UK                      | Сертификации                                                            | Альбом                  |
| ---------------------------------------------------------------------------------------- | ---- | ----------------------- | ----------------------- | ----------------------- | ----------------------- | ----------------------- | ----------------------- | ----------------------- | ----------------------- | ----------------------- | ----------------------- | ----------------------------------------------------------------------- | ----------------------- |
| «Without Me (Remix)» (Холзи при участии Juice WRLD)                                      | 2019 | —                       | —                       | —                       | —                       | —                       | —                       | —                       | —                       | —                       | —                       |                                                                         | Внеальбомный сингл      |
| «Godzilla» (Эминем при участии Juice WRLD)                                               | 2020 | 3                       | 3                       | 3                       | 6                       | 3                       | 4                       | 16                      | 2                       | 7                       | 1                       | - ARIA: 2 × платиновый - BPI: золотой - MC: 2 × платиновый - RMNZ: Gold | Music to Be Murdered By |
| «Suicidal (Remix)» (YNW Melly при участии Juice WRLD)                                    | 2020 | 20                      | 11                      | 50                      | —                       | 29                      | —                       | —                       | —                       | 71                      | 37                      |                                                                         | Внеальбомные синглы     |
| «Pray "Put Me Down"» (Jeremy Romance при участии Juice WRLD)                             | 2020 | —                       | —                       | —                       | —                       | —                       | —                       | —                       | —                       | —                       | —                       |                                                                         | Внеальбомные синглы     |
| «—» обозначает запись, которая не попала в чарт или не была выпущена на этой территории. |      |                         |                         |                         |                         |                         |                         |                         |                         |                         |                         |                                                                         |                         |

### Промосинглы
| Название                                       | Год  | Высшая позиция в чартах | Высшая позиция в чартах | Высшая позиция в чартах | Высшая позиция в чартах | Альбом        |
| Название                                       | Год  | US                      | US R&B /HH              | CAN                     | NZ Hot                  | Альбом        |
| ---------------------------------------------- | ---- | ----------------------- | ----------------------- | ----------------------- | ----------------------- | ------------- |
| «MoshPit» (Kodak Black при участии Juice WRLD) | 2018 | 58                      | 19                      | 81                      | 9                       | Dying to Live |

## Другие песни в чартах
| Название                                                                                 | Год  | Высшая позиция в чартах | Высшая позиция в чартах | Высшая позиция в чартах | Высшая позиция в чартах | Высшая позиция в чартах | Высшая позиция в чартах | Высшая позиция в чартах | Высшая позиция в чартах | Сертификации       | Альбом                            |
| Название                                                                                 | Год  | US                      | US R&B /HH              | AUS                     | CAN                     | NZ Hot                  | POR                     | SWE                     | UK                      | Сертификации       | Альбом                            |
| ---------------------------------------------------------------------------------------- | ---- | ----------------------- | ----------------------- | ----------------------- | ----------------------- | ----------------------- | ----------------------- | ----------------------- | ----------------------- | ------------------ | --------------------------------- |
| «Black & White»                                                                          | 2018 | —                       | —                       | —                       | —                       | —                       | —                       | —                       | —                       | - RIAA: платиновый | Goodbye & Good Riddance           |
| «Candles»                                                                                | 2018 | —                       | —                       | —                       | —                       | —                       | —                       | —                       | —                       | - RIAA: золотой    | Goodbye & Good Riddance           |
| «Scared of Love»                                                                         | 2018 | —                       | —                       | —                       | —                       | —                       | —                       | —                       | —                       | - RIAA: золотой    | Goodbye & Good Riddance           |
| «Hurt Me»                                                                                | 2018 | —                       | —                       | —                       | —                       | —                       | —                       | —                       | —                       | - RIAA: золотой    | Goodbye & Good Riddance           |
| «I’m Still»                                                                              | 2018 | —                       | —                       | —                       | —                       | —                       | —                       | —                       | —                       | - RIAA: золотой    | Goodbye & Good Riddance           |
| «Jet Lag» (совместно с Фьючером при участии Young Scooter)                               | 2018 | 72                      | 33                      | —                       | 87                      | 29                      | —                       | —                       | —                       |                    | Wrld on Drugs                     |
| «Astronauts» (совместно с Фьючером)                                                      | 2018 | 82                      | 39                      | —                       | —                       | —                       | —                       | —                       | —                       |                    | Wrld on Drugs                     |
| «Red Bentley» (совместно с Фьючером при участии Янг Тага)                                | 2018 | —                       | 50                      | —                       | —                       | —                       | —                       | —                       | —                       |                    | Wrld on Drugs                     |
| «Make It Back»                                                                           | 2018 | 92                      | 47                      | —                       | —                       | —                       | —                       | —                       | —                       |                    | Wrld on Drugs                     |
| «7 Am Freestyle» (совместно с Фьючером)                                                  | 2018 | —                       | —                       | —                       | —                       | —                       | —                       | —                       | —                       |                    | Wrld on Drugs                     |
| «Shorty» (совместно с Фьючером)                                                          | 2018 | —                       | —                       | —                       | —                       | —                       | —                       | —                       | —                       |                    | Wrld on Drugs                     |
| «Realer N Realer» (совместно с Фьючером)                                                 | 2018 | —                       | —                       | —                       | —                       | —                       | —                       | —                       | —                       |                    | Wrld on Drugs                     |
| «Wrld on Drugs» (совместно с Фьючером)                                                   | 2018 | —                       | —                       | —                       | —                       | —                       | —                       | —                       | —                       |                    | Wrld on Drugs                     |
| «Hard Work Pays Off» (совместно с Фьючером)                                              | 2018 | —                       | —                       | —                       | —                       | 35                      | —                       | —                       | —                       |                    | Wrld on Drugs                     |
| «Yacht Club» (Lil Yachty при участии Juice WRLD)                                         | 2018 | 91                      | 46                      | —                       | 94                      | 26                      | —                       | —                       | —                       |                    | Nuthin’ 2 Prove                   |
| «1400 / 999 Freestyle» (Trippie Redd при участии Juice WRLD)                             | 2018 | 55                      | 24                      | —                       | 76                      | 7                       | —                       | —                       | —                       | - RIAA: золотой    | A Love Letter to You 3            |
| «Nuketown» (Ski Mask The Slump God при участии Juice WRLD)                               | 2018 | 63                      | 32                      | —                       | 81                      | 10                      | —                       | —                       | —                       | - RIAA: платиновый | Stokeley                          |
| «Hide» (при участии Seezyn)                                                              | 2018 | —                       | —                       | —                       | —                       | 21                      | —                       | —                       | —                       |                    | Spider-Man: Into the Spider-Verse |
| «Demons and Angels» (A Boogie wit da Hoodie при участии Juice WRLD)                      | 2018 | 90                      | 37                      | —                       | 86                      | 19                      | —                       | —                       | —                       | - RIAA: золотой    | Hoodie SZN                        |
| «Empty»                                                                                  | 2019 | 41                      | 18                      | —                       | 58                      | 5                       | —                       | —                       | —                       |                    | Death Race for Love               |
| «Maze»                                                                                   | 2019 | 65                      | 32                      | —                       | 85                      | 9                       | —                       | —                       | —                       |                    | Death Race for Love               |
| «HeMotions»                                                                              | 2019 | —                       | 44                      | —                       | —                       | —                       | —                       | —                       | —                       |                    | Death Race for Love               |
| «Demonz (Interlude)» (при участии Brent Faiyaz)                                          | 2019 | —                       | —                       | —                       | —                       | —                       | —                       | —                       | —                       |                    | Death Race for Love               |
| «Fast»                                                                                   | 2019 | 47                      | 22                      | 62                      | 39                      | 4                       | 80                      | 71                      | 41                      | - RIAA: золотой    | Death Race for Love               |
| «Big»                                                                                    | 2019 | —                       | —                       | —                       | —                       | —                       | —                       | —                       | —                       |                    | Death Race for Love               |
| «Flaws and Sins»                                                                         | 2019 | 91                      | 39                      | —                       | —                       | —                       | —                       | —                       | —                       |                    | Death Race for Love               |
| «Feeling»                                                                                | 2019 | —                       | 43                      | —                       | —                       | —                       | —                       | —                       | —                       |                    | Death Race for Love               |
| «Syphilis»                                                                               | 2019 | —                       | —                       | —                       | —                       | —                       | —                       | —                       | —                       |                    | Death Race for Love               |
| «Who Shot Cupid?»                                                                        | 2019 | —                       | —                       | —                       | —                       | —                       | —                       | —                       | —                       |                    | Death Race for Love               |
| «Ring Ring» (при участии Clever)                                                         | 2019 | —                       | 50                      | —                       | —                       | —                       | —                       | —                       | —                       |                    | Death Race for Love               |
| «On God» (при участии Янг Тага)                                                          | 2019 | —                       | —                       | —                       | —                       | —                       | —                       | —                       | —                       |                    | Death Race for Love               |
| «Make Believe»                                                                           | 2019 | —                       | 42                      | —                       | —                       | 10                      | —                       | —                       | —                       |                    | Death Race for Love               |
| «Mannequin Challenge» (Янг Таг при участии Juice WRLD)                                   | 2019 | —                       | —                       | —                       | —                       | —                       | —                       | —                       | —                       |                    | So Much Fun                       |
| «6 Kiss» (Trippie Redd при участии Juice WRLD и YNW Melly)                               | 2019 | 60                      | 28                      | —                       | 64                      | 15                      | —                       | —                       | —                       |                    | A Love Letter to You 4            |
| «PTSD» (G Herbo при участии Chance the Rapper, Juice WRLD и Lil Uzi Vert)                | 2020 | 38                      | 19                      | —                       | 69                      | 22                      | —                       | —                       | —                       | - RIAA: золотой    | PTSD                              |
| «Flex» (Polo G при участии Juice WRLD)                                                   | 2020 | 30                      | 14                      | —                       | 60                      | 8                       | —                       | —                       | 91                      | - RIAA: золотой    | The Goat                          |
| «Anxiety (Intro)»                                                                        | 2020 | —                       | —                       | 99                      | —                       | —                       | —                       | —                       | —                       |                    | Legends Never Die                 |
| «Hate the Other Side» (совместно с Marshmello при участии Polo G и The Kid Laroi)        | 2020 | 10                      | 8                       | 15                      | 12                      | 3                       | 92                      | 54                      | —                       |                    | Legends Never Die                 |
| «Conversations»                                                                          | 2020 | 7                       | 6                       | 19                      | 13                      | 4                       | 62                      | 44                      | —                       |                    | Legends Never Die                 |
| «Titanic»                                                                                | 2020 | 14                      | 11                      | 40                      | 31                      | —                       | 129                     | 98                      | —                       |                    | Legends Never Die                 |
| «Bad Energy»                                                                             | 2020 | 16                      | 13                      | 42                      | 36                      | —                       | 136                     | —                       | —                       |                    | Legends Never Die                 |
| «Blood on My Jeans»                                                                      | 2020 | 12                      | 9                       | 45                      | 33                      | —                       | 125                     | —                       | —                       |                    | Legends Never Die                 |
| «Stay High»                                                                              | 2020 | 34                      | 20                      | 58                      | 41                      | —                       | —                       | —                       | —                       |                    | Legends Never Die                 |
| «Fighting Demons»                                                                        | 2020 | 35                      | 21                      | 54                      | 42                      | —                       | 171                     | —                       | —                       |                    | Legends Never Die                 |
| «Up Up and Away»                                                                         | 2020 | 42                      | 23                      | 66                      | 47                      | —                       | —                       | —                       | —                       |                    | Legends Never Die                 |
| «Screw Juice»                                                                            | 2020 | 46                      | 25                      | 67                      | 52                      | —                       | 195                     | —                       | —                       |                    | Legends Never Die                 |
| «I Want It»                                                                              | 2020 | 47                      | 26                      | 61                      | 51                      | —                       | —                       | —                       | —                       |                    | Legends Never Die                 |
| «Can’t Die»                                                                              | 2020 | 50                      | 28                      | 71                      | 54                      | —                       | —                       | —                       | —                       |                    | Legends Never Die                 |
| «Man of the Year»                                                                        | 2020 | 51                      | —                       | 69                      | 53                      | —                       | —                       | —                       | —                       |                    | Legends Never Die                 |
| «Blastoff» (Internet Money при участии Juice WWRLD и Trippie Redd)                       | 2020 | 79                      | 26                      | —                       | 63                      | 5                       | —                       | —                       | 90                      |                    | B4 the Storm                      |
| «—» обозначает запись, которая не попала в чарт или не была выпущена на этой территории. |      |                         |                         |                         |                         |                         |                         |                         |                         |                    |                                   |

## Гостевое участие
| Название               | Год  | Другие исполнителя                       | Альбом                        |
| ---------------------- | ---- | ---------------------------------------- | ----------------------------- |
| «Round»                | 2018 | Yung Bans                                | Yung Bans Vol. 5              |
| «Honestly»             | 2018 | G Herbo, Southside                       | Swervo                        |
| «No Bystanders»        | 2018 | Трэвис Скотт, Sheck Wes                  | Astroworld                    |
| «Yacht Club»           | 2018 | Lil Yachty                               | Nuthin’ 2 Prove               |
| «1400 / 999 Freestyle» | 2018 | Trippie Redd                             | A Love Letter to You 3        |
| «Nuketown»             | 2018 | Ski Mask the Slump God                   | Stokeley                      |
| «Hide»                 | 2018 | Seezyn                                   | Человек-паук: Через вселенные |
| «Demons and Angels»    | 2018 | A Boogie wit da Hoodie                   | Hoodie SZN                    |
| «Never Scared»         | 2019 | G Herbo, Southside                       | Still Swervin                 |
| «Mannequin Challenge»  | 2019 | Янг Таг                                  | So Much Fun                   |
| «6 Kiss»               | 2019 | Trippie Redd, YNW Melly                  | A Love Letter to You 4        |
| «Hate the Way»         | TBA  | G-Eazy                                   | TBA                           |
| «PTSD»                 | 2020 | G Herbo, Chance the Rapper, Lil Uzi Vert | PTSD                          |
| «Flex»                 | 2020 | Polo G                                   | The Goat                      |
| «Blastoff»             | 2020 | Internet Money, Trippie Redd             | B4 the Storm                  |

## Музыкальные видео
| Название                             | Год                             | Другие артисты                  | Режиссёр                        | Ист.                            |
| В качестве ведущего исполнителя      | В качестве ведущего исполнителя | В качестве ведущего исполнителя | В качестве ведущего исполнителя | В качестве ведущего исполнителя |
| ------------------------------------ | ------------------------------- | ------------------------------- | ------------------------------- | ------------------------------- |
| «All Girls are the Same»             | 2018                            | Нет                             | Коул Беннетт                    | [ 119 ]                         |
| «Lucid Dreams»                       | 2018                            | Нет                             | Коул Беннетт                    | [ 120 ]                         |
| «Lean wit Me»                        | 2018                            | Нет                             | Sherif Alabede                  | [ 121 ]                         |
| «Black & White»                      | 2018                            | Нет                             | R.J. Sanchez                    | [ 122 ]                         |
| «No Issue»                           | 2018                            | Фьючер                          | Коул Беннетт                    | [ 123 ]                         |
| «Wrld on Drugs»                      | 2018                            | Фьючер                          | Spike Jordan                    | [ 123 ]                         |
| «Realer N Realer»                    | 2018                            | Фьючер                          | Rick Nyce                       | [ 123 ]                         |
| «Armed and Dangerous»                | 2018                            | Нет                             | Коул Беннетт                    | [ 124 ]                         |
| «Robbery»                            | 2019                            | Нет                             | Коул Беннетт                    | [ 125 ]                         |
| «Hear me Calling»                    | 2019                            | Нет                             | Bradley and Pablo               | [ 126 ]                         |
| «Fast»                               | 2019                            | Нет                             | Alexandre Moors                 | [ 127 ]                         |
| «Hate Me»                            | 2019                            | Элли Голдинг                    | Saam Farahmand                  | [ 128 ]                         |
| «Hate Me» (Вертикальное видео)       | 2019                            | Элли Голдинг                    | Неизвестно                      | [ 129 ]                         |
| «Graduation»                         | 2019                            | Бенни Бланко                    | Джейк Шрейер                    | [ 130 ]                         |
| «Graduation» (Вертикальное видео)    | 2019                            | Бенни Бланко                    | Неизвестно                      | [ 131 ]                         |
| «Bandit»                             | 2019                            | YoungBoy Never Broke Again      | Коул Беннетт                    | [ 132 ]                         |
| «No Me Ame»                          | 2020                            | Rvssian, Anuel AA               | Arrad Rahgoshay                 | [ 60 ]                          |
| «Righteous»                          | 2020                            | Нет                             | Steve Cannon                    | [ 133 ]                         |
| «Tell Me U Luv Me»                   | 2020                            | Trippie Redd                    | Коул Беннетт                    | [ 62 ]                          |
| «Come & Go»                          | 2020                            | Marshmello                      | Steve Cannon                    | [ 134 ]                         |
| «Wishing Well»                       | 2020                            | Нет                             | KDC Visions                     | [ 135 ]                         |
| «Smile»                              | 2020                            | The Weeknd                      | KDC Visions                     | [ 136 ]                         |
| «Stay High»                          | 2020                            | Нет                             | GRADE A Productions             | [ 137 ]                         |
| «Up Up and Away»                     | 2020                            | Нет                             | GRADE A Productions             | [ 138 ]                         |
| «Real Shit»                          | 2020                            | Бенни Бланко                    | GRADE A Productions             | [ 139 ]                         |
| «Reminds Me Of You»                  | 2020                            | Нет                             | GRADE A Productions             | [ 140 ]                         |
| «Bad Boy»                            | 2021                            | Янг Таг                         | Коул Беннетт                    | [ 141 ]                         |
| «Conversations»                      | 2021                            | Нет                             | GRADE A Productions             | [ 142 ]                         |
| «Go Hard 2.0»                        | 2022                            | Нет                             | Steve Cannon                    | [ 143 ]                         |
| «Bye Bye»                            | 2022                            | Marshmello                      | Sus Boy                         | [ 144 ]                         |
| «In My Head»                         | 2022                            | Нет                             | GRADE A Productions             | [ 145 ]                         |
| «Face 2 Face»                        | 2022                            | Нет                             | Steve Cannon                    | [ 146 ]                         |
| В качестве приглашенного исполнителя |                                 |                                 |                                 |                                 |
| «Nuketown»                           | 2019                            | Ski Mask the Slump God          | Коул Беннетт                    | [ 147 ]                         |
| «Godzilla»                           | 2020                            | Эминем                          | Коул Беннетт                    | [ 148 ]                         |
| «Suicidal (Remix)»                   | 2020                            | YNW Melly                       | Nathan R. Smith                 | [ 149 ]                         |
| «Go»                                 | 2020                            | The Kid Laroi                   | Steve Cannon                    | [ 150 ]                         |
| «Matt Hardy 999»                     | 2021                            | Trippie Redd                    | KDC Visions                     | [ 151 ]                         |

### Комментарии
1. ↑  «Bandit» является последним релизом Juice WRLD перед его смертью, не считая сингл «Let Me Know (I Wonder Why Freestyle)», опубликованный Interscope Records за несколько часов до его смерти, первоначально выпущенный в 2017 году на SoundCloud в рамках его мини-альбома 9 9 9.[4]
2. ↑  «All Girls Are the Same» не вошел в чарт Swedish Singellista, но достиг высшей позиции под номером семь в чарте Swedish Heatseeker.[30]
3. ↑  «Lean wit Me» не вошел в чарт Swedish Singellista, но достиг высшей позиции под номером 20 в чарте Swedish Heatseeker.[38]
4. ↑  «Legends» не вошел в чарт NZ Top 40 Singles, но достиг высшей позиции под номером три в чарте NZ Heatseeker Singles.[40]
5. ↑  «Wasted» не вошёл в чарт NZ Top 40 Singles, но достиг высшей позиции под номером 17 в чарте NZ Hot Singles.[41]
6. ↑  «Fine China» не вошел в чарт NZ Top 40 Singles, но достиг высшей позиции под номером девять в чарте NZ Hot Singles.[42]
7. ↑  «Armed and Dangerous» не вошел в чарт NZ Top 40 Singles, но достиг высшей позиции под номером пять в черте NZ Hot Singles.[45]
8. ↑  «Roses» не вошел в чарт NZ Top 40 Singles, но достиг высшей позиции под номером 10 в чарте NZ Hot Singles.[47]
9. ↑  «Roses» не вошел в чарт Swedish Singellista, но достиг высшей позиции под номером пять в чарте Swedish Heatseeker.[48]
10. ↑  «Hear Me Calling» не вошел в чарт NZ Top 40 Singles, но достиг высшей позиции под номером девят в чарте NZ Hot Singles.[49]
11. ↑  «Hear Me Calling» не вошел в чарт Swedish Singellista, но достиг высшей позиции под номером шесть в чарте Swedish Heatseeker.[50]
12. ↑  «All Night» не вошел в чарт Billboard Hot 100, но достиг высшей позиции под номером 18 в чарте Billboard Bubbling Under Hot 100.[51]
13. ↑  «All Night» не вошёл в чарт Billboard Hot R&B/Hip-Hop Songs, но достиг высшей позиции под номером один в чарте Billboard Bubbling Under R&B/Hip-Hop Singles.[52]
14. ↑  «Ransom (Remix)» не вошёл в чарт NZ Top 40 Singles, но достиг высшей позиции под номером восемь в чарте NZ Hot Singles.[55]
15. ↑  «Graduation» не вошёл в чарт Billboard Hot 100, но достиг высшей позиции под номером восемь в чарте Bubbling Under Hot 100.[51]
16. ↑  «Graduation» не вошёл в чарт NZ Top 40 Singles, но достиг высшей позиции под номером 12 в чарте NZ Hot Singles.[56]
17. ↑  «Let Me Know (I Wonder Why Freestyle)» не вошёл в чарт NZ Top 40 Singles, но достиг высшей позиции под номером 14 в чарте NZ Hot Singles.[59]
18. ↑  «Tell Me U Luv Me» не вошёл в чарт NZ Top 40 Singles, но достиг высшей позиции под номером 2 в чарте NZ Hot Singles.[63]
19. ↑  «Tell Me U Luv Me» не вошёл в чарт Swedish Singles, но достиг высшей позиции под номером шесть в чарте Swedish Heatseeker.[64]
20. ↑  «Real Shit» не попал в NZ Top 40 Singles Chart, но достиг 4 номера в NZ Hot Singles Chart[77].
21. ↑  «Real Shit» не попал в Swedish Singellista Chart, но достиг 1 номера в Swedish Heatseeker Chart[78].
22. ↑  «Reminds Me of You» не попал в NZ Top 40 Singles Chart, но достиг 5 места в NZ Hot Singles Chart[77].
23. ↑  «Reminds Me of You» не попал в Swedish Singellista Chart, но достиг 10 номера в Swedish Heatseeker Chart[79].
24. ↑  «Bad Boy» не попал в NZ Top 40 Singles Chart, но достиг 3 номера в NZ Hot Singles Chart[80].
25. ↑  «Bad Boy» не попал в Swedish Singellista Chart, но достиг 1 номера в Swedish Heatseeker Chart[81].
26. ↑  «Life's a Mess II» не попал в NZ Top 40 Singles Chart, но достиг 11 номера в NZ Hot Singles Chart[83].
27. ↑  «Suicidal (Remix)» не вошёл в чарт NZ Top 40 Singles, но достиг высшей позиции под номером 8 в чарте NZ Hot Singles.[90]
28. ↑  «Black & White» не вошёл в чарт Billboard Hot 100, но достиг высшей позиции под номером 23 в чарте Billboard Bubbling Under Hot 100.[51]
29. ↑  «Black & White» не вошёл в чарт Billboard Hot R&B/Hip-Hop Songs, но достиг высшей позиции под номером восемь в чарте Billboard Bubbling Under R&B/Hip-Hop Singles.[52]
30. ↑  «Red Bentley» не вошёл в чарт Billboard Hot 100, но достиг высшей позиции под номером один в чарте Billboard Bubbling Under Hot 100.[51]
31. ↑  «7 Am Freestyle» не вошёл в чарт Billboard Hot 100, но достиг высшей позиции под номером восемь в чарте Billboard Bubbling Under Hot 100.[51]
32. ↑  «7 Am Freestyle» не вошёл в чарт Billboard Hot R&B/Hip-Hop Songs, но достиг высшей позиции под номером пять в чарте Billboard Bubbling Under R&B/Hip-Hop Singles.[52]
33. ↑  «Shorty» не вошёл в чарт Billboard Hot 100, но достиг высшей позиции под номером 23 в чарте Billboard Bubbling Under Hot 100.[51]
34. ↑  «Realer N Realer» не вошёл в чарт Billboard Hot 100, но достиг высшей позиции под номером два в чарте Billboard Bubbling Under Hot 100.[51]
35. ↑  «Realer N Realer» не вошёл в чарт Billboard Hot R&B/Hip-Hop Songs, но достиг высшей позиции под номером один в чарте Billboard Bubbling Under R&B/Hip-Hop Singles.[52]
36. ↑  «Wrld on Drugs» не вошёл в чарт Billboard Hot 100, но достиг высшей позиции под номером 22 в чарте Billboard Bubbling Under Hot 100.[51]
37. ↑  «Hard Work Pays Off» не вошёл в чарт Billboard Hot 100, но достиг высшей позиции под номером один в чарте Billboard Bubbling Under Hot 100.[51]
38. ↑  «Hard Work Pays Off» не вошёл в чарт Billboard Hot R&B/Hip-Hop Songs, но достиг высшей позиции под номером три в чарте Billboard Bubbling Under R&B/Hip-Hop Singles.[52]
39. ↑  «Hide» не вошёл в чарт Billboard Hot 100, но достиг высшей позиции под номером 23 в чарте Billboard Bubbling Under Hot 100.[51]
40. ↑  «Hide» не вошёл в чарт Billboard Hot R&B/Hip-Hop Songs, но достиг высшей позиции под номером пять в чарте Billboard Bubbling Under R&B/Hip-Hop Singles.[52]
41. ↑  «Empty» не вошёл в чарт Swedish Singellista, но достиг высшей позиции под номером 17 в чарте Swedish Heatseeker.[101]
42. ↑  «HeMotions» не вошёл в чарт Billboard Hot 100, но достиг высшей позиции под номером три в чарте Billboard Bubbling Under Hot 100.[51]
43. ↑  «Demonz (Interlude)» не вошёл в чарт Billboard Hot 100, но достиг высшей позиции под номером 17 в чарте Billboard Bubbling Under Hot 100.[51]
44. ↑  «Demonz (Interlude)» не вошёл в чарт Billboard Hot 100, но достиг высшей позиции под номером восемь в чарте Billboard Bubbling Under R&B/Hip-Hop.[52]
45. ↑  «Big» не вошёл в чарт Billboard Hot 100, но достиг высшей позиции под номером семь в чарте Billboard Bubbling Under Hot 100.[51]
46. ↑  «Big» не вошёл в чарт Billboard Hot 100, но достиг высшей позиции под номером один в чарте Billboard Bubbling Under R&B/Hip-Hop.[52]
47. ↑  «Feeling» не вошёл в чарт Billboard Hot 100, но достиг высшей позиции под номером два в чарте Billboard Bubbling Under Hot 100 chart.[51]
48. ↑  «Syphilis» не вошёл в чарт Billboard Hot 100, но достиг высшей позиции под номером 25 в чарте Billboard Bubbling Under Hot 100.[51]
49. ↑  «Syphilis» не вошёл в чарт Billboard Hot 100, но достиг высшей позиции под номером девять в чарте Billboard Bubbling Under R&B/Hip-Hop.[52]
50. ↑  «Who Shot Cupid?» не вошёл в чарт Billboard Hot 100, но достиг высшей позиции под номером восемь в чарте Billboard Bubbling Under Hot 100.[51]
51. ↑  «Who Shot Cupid?» не вошёл в чарт Billboard Hot 100, но достиг высшей позиции под номером два в чарте Billboard Bubbling Under R&B/Hip-Hop.[52]
52. ↑  «Ring Ring» не вошёл в чарт Billboard Hot 100, но достиг высшей позиции под номером пять в чарте Billboard Bubbling Under Hot 100.[51]
53. ↑  «On God» не вошёл в чарт Billboard Hot 100, но достиг высшей позиции под номером 12 в чарте Billboard Bubbling Under Hot 100.[51]
54. ↑  «On God» не вошёл в чарт Billboard Hot 100, но достиг высшей позиции под номером четыре в чарте Billboard Bubbling Under R&B/Hip-Hop.[52]
55. ↑  «Make Believe» не вошёл в чарт Billboard Hot 100, но достиг высшей позиции под номером один в чарте Billboard Bubbling Under Hot 100.[51]
56. ↑  «Mannequin Challenge» не вошёл в чарт Billboard Hot 100, но достиг высшей позиции под номером девять в чарте Billboard Bubbling Under Hot 100.[51]
57. ↑  «Mannequin Challenge» не вошёл в чарт Billboard R&B/Hip-Hop Songs, но достиг высшей позиции под номером один в чарте Billboard Bubbling Under R&B/Hip-Hop Songs.[52]
58. ↑  «Bad Energy» не вошёл в чарт Swedish Singellista, но достиг высшей позиции под номером 2 в чарте Swedish Heatseeker.[103]
59. ↑  «Blood on My Jeans» не вошёл в чарт Swedish Singellista, но достиг высшей позиции под номером 2 в чарте Swedish Heatseeker.[103]
60. ↑  «Stay High» не вошёл в чарт Swedish Singellista, но достиг высшей позиции под номером 10 в чарте Swedish Heatseeker.[103]
61. ↑  «Fighting Demons» не вошёл в чарт Swedish Singellista, но достиг высшей позиции под номером 5 в чарте Swedish Heatseeker.[103]
62. ↑  «Up Up and Away» не вошёл в чарт Swedish Singellista, но достиг высшей позиции под номером 19 в чарте Swedish Heatseeker.[103]
63. ↑  «I Want It» не вошёл в чарт Swedish Singellista, но достиг высшей позиции под номером 16 в чарте Swedish Heatseeker.[103]
64. ↑  «Can’t Die» не вошёл в чарт Swedish Singellista, но достиг высшей позиции под номером 17 в чарте Swedish Heatseeker.[103]